# Храм Асакуса
Храм Асакуса (яп. 浅草神社 Асакуса-дзиндзя), также известный как Сандзя-сама (храм Трёх божеств), одно из самых известных синтоистских святилищ. Расположено в Токио, район Асакуса, и прославляет трёх мужчин, основавших Сэнсо-дзи. Асакуса-дзиндзя — часть большой группы культовых построек. Он находится в восточной части Сэнсо-дзи ниже по дороге с тории.

## История
Является примером архитектуроного стиля гонгэн-дзукури, построен Токугавой Иэмицу в 1649 году, в период Эдо. Храм был посвящён трём мужчинам, построившим и основавшим Сэнсо-дзи. Легенда говорит о двух братьях рыбаках, Хинокуме Хаманари и Хинокуме Такэнари, нашедших в рыболовных сетях статуэтку бодхисаттвы Каннон в реке Сумида 17 мая в 628 году.
Третий человек, богатый землевладелец по имени Хадзи-но Накатомо, услышав о находке, произнёс перед братьями пылкую проповедь про Будду. Братья были очень впечатлены ею и впоследствии обратились в буддизм. Статую Каннон Накатомо поместил в маленький храм, а братья решили посвятить свою жизнь проповедованию пути буддизма. Этот храм ныне известен как Сэнсо-дзи. Святилище Асакуса было построено для поклонения этим троим как божествам. В храме и рядом с ним также проводится множество синтоистких и буддийских фестивалей, самым важным и известным которых является Сандзя-мацури, проходящий в конце мая.
В отличие от остальных строений Сэнсо-дзи Асакуса-дзиндзя (вместе с воротами Нитэммон) пережило бомбардировку Токио в 1945 году. Святилище Асакуса было включено Японским правительством в список важнейших культурных памятников в 1951 году.